# Athies, Pas-de-Calais
Athies är en kommun i departementet Pas-de-Calais i regionen Hauts-de-France i norra Frankrike. Kommunen ligger i kantonen Arras-Nord som tillhör arrondissementet Arras. År 2022 hade Athies 1 049 invånare.

## Befolkningsutveckling
Antalet invånare i kommunen Athies
| Referens: INSEE |